# Josef August Eichelsbacher
Josef August Eichelsbacher (* 2. Juli 1884 in Handthal; † 6. August 1968) war ein deutscher Lehrer und Heimatforscher.

## Werdegang
Eichelsbacher war als Schulrat in Würzburg tätig. Daneben widmete er sich jahrzehntelang der Heimatgeschichte und der Erschließung heimatgeschichtlicher Quellen in Archiven.
Seine Forschungsergebnisse publizierte er in mehreren Werken.

## Ehrungen
- 1954: Ehrenbürger des Marktes Hörstein
- 1955: Verdienstkreuz am Bande der Bundesrepublik Deutschland